# Chailland
Chailland is een gemeente in het Franse departement Mayenne (regio Pays de la Loire). De plaats maakt deel uit van het arrondissement Laval. Chailland telde op 1 januari 2022 1.173 inwoners.

## Geografie
De oppervlakte van Chailland bedroeg op 1 januari 2022 35,86 vierkante kilometer; de bevolkingsdichtheid was toen 32,7 inwoners per km².

## Demografie
Onderstaande figuur toont het verloop van het inwonertal (bron: INSEE-tellingen).